# NGC 2018
NGC 2018 è un ammasso aperto associato ad una nebulosa ad emissione situato nella costellazione della Mensa. L'ammasso e la nebulosa si trovano nella Grande Nube di Magellano. NGC 2018 fu scoperto dall'astronomo britannico John Herschel nel 1834.